# Ludwig Karl von Grolman
Ludwig Karl von Grolman (* 4. Juli 1824 in Darmstadt; † 15. April 1877 in Offenbach am Main) war Kreisrat im Großherzogtum Hessen.

## Familie
Seine Eltern waren der Geheimrat Friedrich von Grolman (1774–1859) und Eleonore, geborene Seyler. Ludwig Karl von Grolman war ein Neffe des leitenden Ministers des Großherzogtums, Karl Ludwig Wilhelm von Grolman.
Ludwig Karl von Grolman heiratete 1868 Emilie Kunze (1841–1910).

## Karriere
Ludwig Karl von Grolman studierte Rechtswissenschaft an der Universität Gießen. Zunächst war er Hofgerichtsakzessist, ab 1858 Assessor des Kreises Offenbach. 1872 wurde er dort zum Kreisrat ernannt. Er hatte dieses Amt noch inne, als er 1877 starb.